# Imsland
Imsland (eller Imslandsjøen) är en kyrkby i Vindafjords kommun i Rogaland fylke i sydvästra Norge. Byn ligger vid fylkesväg 46 på norra sidan av Vindafjorden. Här finns Imslands kyrka.
Byn utgjorde tidigare centralort i dåvarande Imslands kommun.